# Maison des Mines et des Ponts et Chaussées
La Maison des Mines et des Ponts et Chaussées (normalmente abreviada Maison des Mines) es una residencia universitaria situada en el Barrio Latino de París. Durante el curso académico, residen en ella alumnos de tres de las Grandes Escuelas francesas: la École des Mines ParisTech (ENSMP), la École des Ponts ParisTech (ENPC) y la École nationale supérieure de techniques avancées (ENSTA ParisTech). 
En verano, en cambio, está abierta al público, y suele acoger a estudiantes que vienen a aprender francés a París.

## Historia
La residencia se compone de dos edificios: el primero de ellos, construido en 1932 dando a la calle Saint Jacques, y el segundo, de 1962, a la calle Pierre Nicole.
Ambos edificios están situados, al igual que toda la parte alta del barrio latino, sobre las Catacumbas de París, de 20 a 30 metros de profundidad, de donde se extrajo gran parte de la piedra caliza que sirvió para la construcción de París. Ello ha obligado a realizar costosos trabajos de cimentaciones al tiempo que ha dado lugar al descubrimiento de una estatua auténtica en honor al dios romano Mercurio de un metro de altura (actualmente en el Museo Carnavalet).[cita requerida]

## Situación
La dirección de la Maison des Mines es 270, calle de Saint Jacques, antigua via romana y salida de París hacia el Camino de Santiago. Se encuentra, pues, muy próxima a lugares emblemáticos de la capital francesa, como el Jardín del Luxemburgo, el hospital e iglesia del Val-de-Grâce o la Universidad de la La Sorbona.

## Servicios
La residencia está compuesta de 200 habitaciones que dan lugar a 390 plazas, repartidas de la siguiente forma entre las escuelas:
- ENSMP: 268 plazas
- ENPC: 120 plazas
- ENSTA: 20 plazas